# Univerzita ve Franekeru

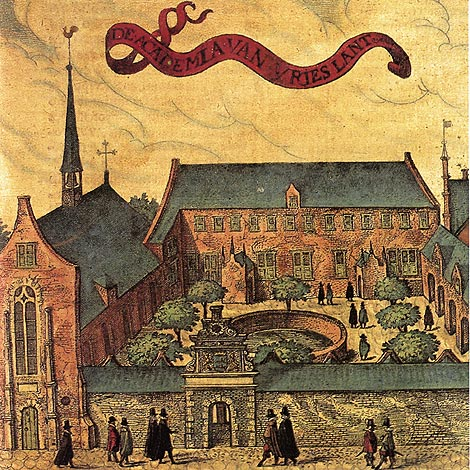
Univerzita ve Franekeru – rok 1622

Univerzita ve Franekeru (latinsky Academia Franekerensis) byla významná univerzita ve Frísku, která existovala v letech 1585 až 1811. Po univerzitě v Leidenu byla druhou nejstarší v Nizozemsku. Od roku 1813 do roku 1843 existovala jako athenaeum, tedy akademie bez univerzitního statutu.

## Historie
Univerzita ve Franekeru byla založena 15. července 1585 frískou provinční vládou a jejími provinciemi proto, aby školila reformované kazatele a úředníky pro potřeby nového státu. Město Franeker bylo vybráno úmyslně, jelikož se tam nacházely bývalé klášterní budovy a toto místo bylo bezpečnější než fríské hlavní město Leeuwarden, které ve větší míře ohrožovaly nizozemské války za nezávislost.
Univerzita byla financována z konfiskovaného církevního majetku a dohlíželi na ni čtyři kurátoři jmenovaní zemskými stavy. Reformovaná církev neměla na chod univerzity přímý vliv. Během zlatého věku sedmnáctého století univerzita vzkvétala. Studovalo tu mnoho zahraničních studentů, občas tvořili nadpoloviční většinu. Pocházeli především z reformovaných oblastí Německa a Uherska. Nizozemská tolerance s relativně velkou svobodou zde umožnily studovat mnoha českým a moravským protestantům, pro něž se stala tato univerzita velmi významnou. V letech 1620–1648 zde bylo zapsáno 50 studentů českého a moravského původu.
V 18. století význam univerzity poklesl; měla pouze regionální význam. Poté, co v roce 1810 Francouzská říše anektovala Holandské království, zůstaly v zemi jen tři univerzity: Leiden, Utrecht a Groningen. Univerzita ve Franekeru ztratila univerzitní statut už v prvním roce po anexi. Za 226 let existence univerzity se zapsalo téměř 15 tisíc studentů a z nich 2072 získalo doktorát.

## Výběr z řady profesorů a studentů
- Balthasar Bekker (1634–1698), student, pozdější teolog
- René Descartes (1596–1650), student v roce 1629
- Anna Maria van Schurmanová (1607–1678), v roce 1639 jedna z prvních studentek v Evropě
- Peter Stuyvesant (1612-1672), guvernér Nového Amsterdamu
- Vilém IV. Oranžský (1711-1781), městský držitel Nizozemska
- Eise Eisinga (1724-1828) amatérský astronom, který si ve svém domě ve Franekeru postavil planetárium, později se stal profesorem astronomie

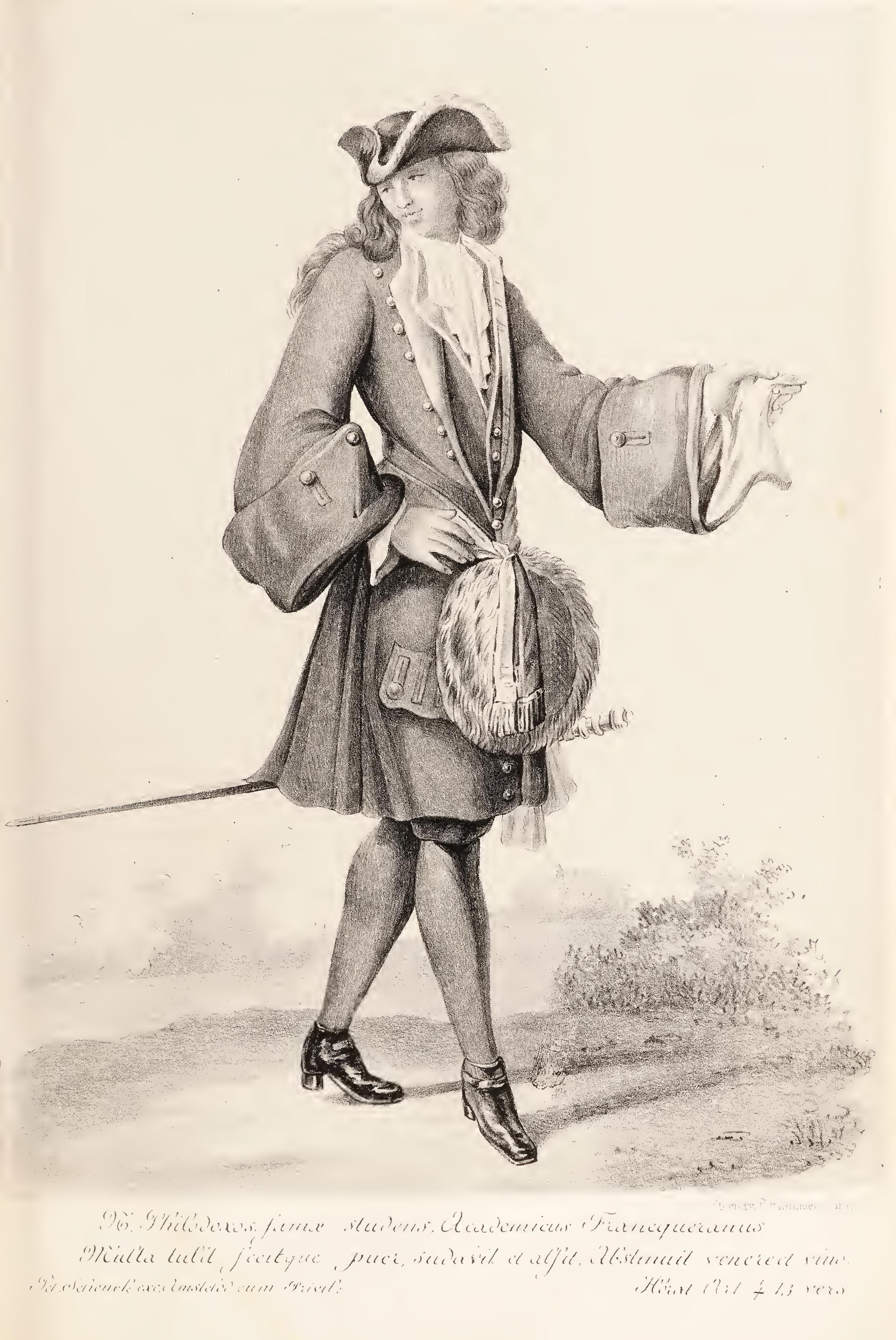
Student ve Franekeru

## Výběr z řad exulantů
- Albrecht a Zikmund Vosterských Kaplířů ze Sulevic, zapsáni v červnu 1621
- Zdeněk Kašpar Kaplíř ze Sulevic (1611–1686), v roce 1624 student
- Albrecht Jindřich Slavata svobodný pan z Chlumu a Košumberku, 1628
- Bohuchval Berka z Dubé a Lipé, 1628
- Bohuslav Hodějovský z Hodějova, 1628
- Štefan Střela z Rokyc,1628
- Bohuslav Hrobčický z Hrobčic, 1628
- Ratiboř Sekerka ze Sedčic, 1628
- Radslav mladší Kinský z Vchynic a Tetova s doprovodem 2 služebníků...[3][1]
- Jan Laetus-Veselský (1636–1642)